# Amaiur (coalició)
Amaiur fou una coalició política basca formada per Eusko Alkartasuna, Alternatiba, Aralar i independents de l'esquerra abertzale, per concórrer a les eleccions generals espanyoles de 2011. Tingué com a objectiu defensar el dret d'autodeterminació del País Basc al Congrés dels Diputats i al Senat espanyol.
La coalició deu el seu nom a la localitat d'Amaiur, lloc on va succeir el setge del castell d'Amaiur, un dels últims reductes de resistència durant la conquesta de Navarra. Va obtenir 7 diputats (6 pel País Basc i 1 per Navarra) i 3 senadors a les eleccions generals espanyoles de 2011.

## Candidats
Maite Aristegi (exsecretària general d'EHNE) encapçalà la llista de Guipúscoa per al Congrés, seguida per Rafa Larreina (EA) i Xabier Mikel Errekondo; Sabino Cuadra (LAB), encapçalà la de Navarra, seguit per Aritz Romeo (Aralar); el catedràtic Iñaki Antigüedad, la de Biscaia, seguit per Jon Iñarritu (Aralar); i l'advocat Iker Urbina, la d'Àlaba. Els números u al Senat correspongueren a Jonathan Martínez (Alternatiba), per Biscaia; Amalur Mendizabal, per Guipúscoa; Pedro Mari Olaeta (EA), per Àlaba; i Maite Iturre (Aralar), per Navarra.